# 普羅戈尼
51°36′17″N 32°38′22″E / 51.60472°N 32.63944°E
普羅戈尼（烏克蘭語：Прогони），是烏克蘭北部的村莊，隸屬切爾尼希夫州的科留基夫卡區。該村面積0.27平方公里，海拔高度124米，2024年人口3，人口密度每平方公里81.5人。